# コッペンブリュッゲ
コッペンブリュッゲ (ドイツ語: Coppenbrügge) は、ドイツ連邦共和国ニーダーザクセン州ハーメルン＝ピルモント郡に属すフレッケン（古くから市場開催権など一定の特権を与えられた町。以下、本項では便宜上「町」と記述する）。

## 地理
この町はイート山の北縁部、ハーメルンの東約 15 km に位置する。

### 自治体の構成
| - ベントルフ - ベーレンゼン - ベッシンゲン - ビスペローデ - ブリュンニヒハウゼン - コッペンブリュッゲ | - ディーデルゼン - デルペ - ハルデローデ - ヘルケンゼン - ホーンゼン - マリーナウ |

## 歴史
コッペンブリュッゲは1000年頃に、Cobbanbrug としてヒルデスハイム司教区の教区台帳に初めて記録されている。1062年3月9日、皇帝ハインリヒ4世はヒルデスハイム司教ヘツィーロにコッペンブリュッゲ近郊の森の管理権を授けた。ポッペンブルク城に拠っていたポッペンブルク伯ベルンハルトは1200年頃にラウエンシュタイン近郊にシュピーゲルブルク城を建設した。その後ベルンハルトは「フォン・ポッペンブルク・ウント・シュピーゲルベルク」と自称した。シュピーゲルブルク城はイート山とオスターヴァルトとの間、軍事・通商道路沿いの湿地近くに建設された。この街道はアーヘンからケーニヒスベルク（現在のカリーニングラード）に至る長距離街道として利用されていた。その後この街道は帝国道1号線となり、現在は連邦道1号線となっている。1217年からベルンハルトは単に「フォン・シュピーゲルベルク」と称するようになった。
1226年、ベルンハルト・フォン・シュピーゲルベルクとボード・フォン・ホムブルクとの間でフェーデが起こった。ホムブルク家は1238年にシュピーゲルベルク城を占領し、シュピーゲルベルク伯はこの土地を離れた。1247年にホムブルク家はラウエンシュタイン城を建設した。1260年、ヨハン・フォン・ブリュンニングハウゼンが自らの所領をミンデン司教に寄進した。この所領は1281年にシュピーゲルベルク伯のものとなり、これによりコッペンブリュッゲを首邑とするシュピーゲルベルク伯領が成立した。シュピーゲルベルク家は1300年頃にマリーナウの土地に修道院を建設するためにカルメル会を招いた。1303年にはコッペンブリュッゲの城を新築した。

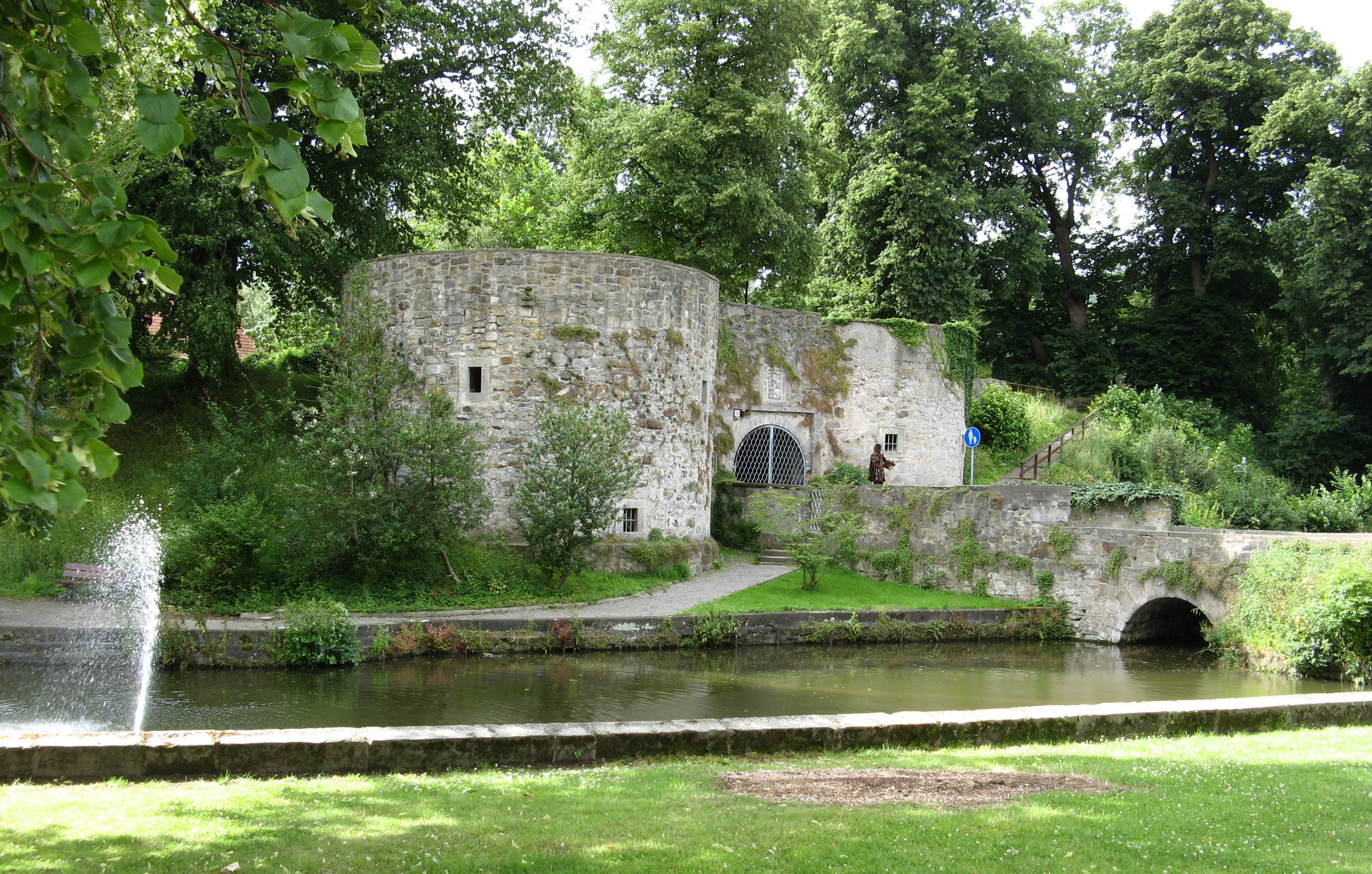
コッペンブリュッゲ城

1409年から1435年にシュピーゲルベルク家は、ヴェーザー川沿いおよびハーメル渓谷の土地に関してヴェルフ家の公と争った。この争いは完全にシュピーゲルベルク家の負けであったが、伯家は存続した。1494年にシュピーゲルベルク家はピルモント伯領を相続した。
1519年にヒルデスハイマー・シュティフツフェーデが勃発した。これはヒルデスハイム司教領主がブラウンシュヴァイク＝ヴォルフェンビュッテル侯およびカレンベルク侯と衝突したものである。これは元々は純粋に局所的なフェーデであったのだが、ニーダーザクセンの領邦君主による争いへと発展し、シュピーゲルベルク伯もその巻き添えとなった。このフェーデは1523年まで続いた。
コッペンブリュッゲは、1540年頃に宗教改革がなされた。そのわずか後の1557年にシュピーゲルベルクとピルモントの伯フィリップがサン＝カンタンの戦いで死亡した。その領主権はまず1557年から1584年まではリッペ家のものとなったが、1584年からはグライヒェン＝トンナウント家、1631年からはナッサウ＝ディーツ家と遷移した。18世紀初めにはナッサウ＝オラニエ家（オランダ）がこれを引き継いだ。
1692年、大火によりほぼすべての民家が焼失した。1697年8月10日、ロシアのツァーリ、ピョートル大帝が、ハノーファー選帝侯妃ゾフィーおよびブランデンブルク選帝侯妃ゾフィー・シャルロッテ（この2人は母娘の関係）とともにコッペンブリュッゲを訪れた。また、1740年9月18日にはプロイセン王フリードリヒ2世も訪れている。1764年、コッペンブリュッゲの古い硫黄鉱が新しくされ、治療目的のために拡充された。
シュピーゲルベルクは1810年にヴェストファーレン王国に編入されたが、1815年のウィーン会議により再びナッサウ＝オラニエ家に戻された。しかし、1819年、シュピーゲルベルクは「アムト・コッペンブリュッゲ」としてハノーファー王国に売却され、1866年にはプロイセン王国領となった。
鉄道ハーメルン - ヒルデスハイム線が1875年に建設され、1906年には K. ネッター医師がサナトリウム・リンデンブルンを開業した。フォイアーハーケ・ブルンネンは1908年に建設された。これはこの町に水道施設を設けたエルンスト・フォイアーハーケに対するコッペンブリュッゲの町の感謝を表している。彼は、聖ニコライ教会内陣の大きなステンドグラスも創っている。1945年からコッペンブリュッゲはニーダーザクセン州に属すこととなった。

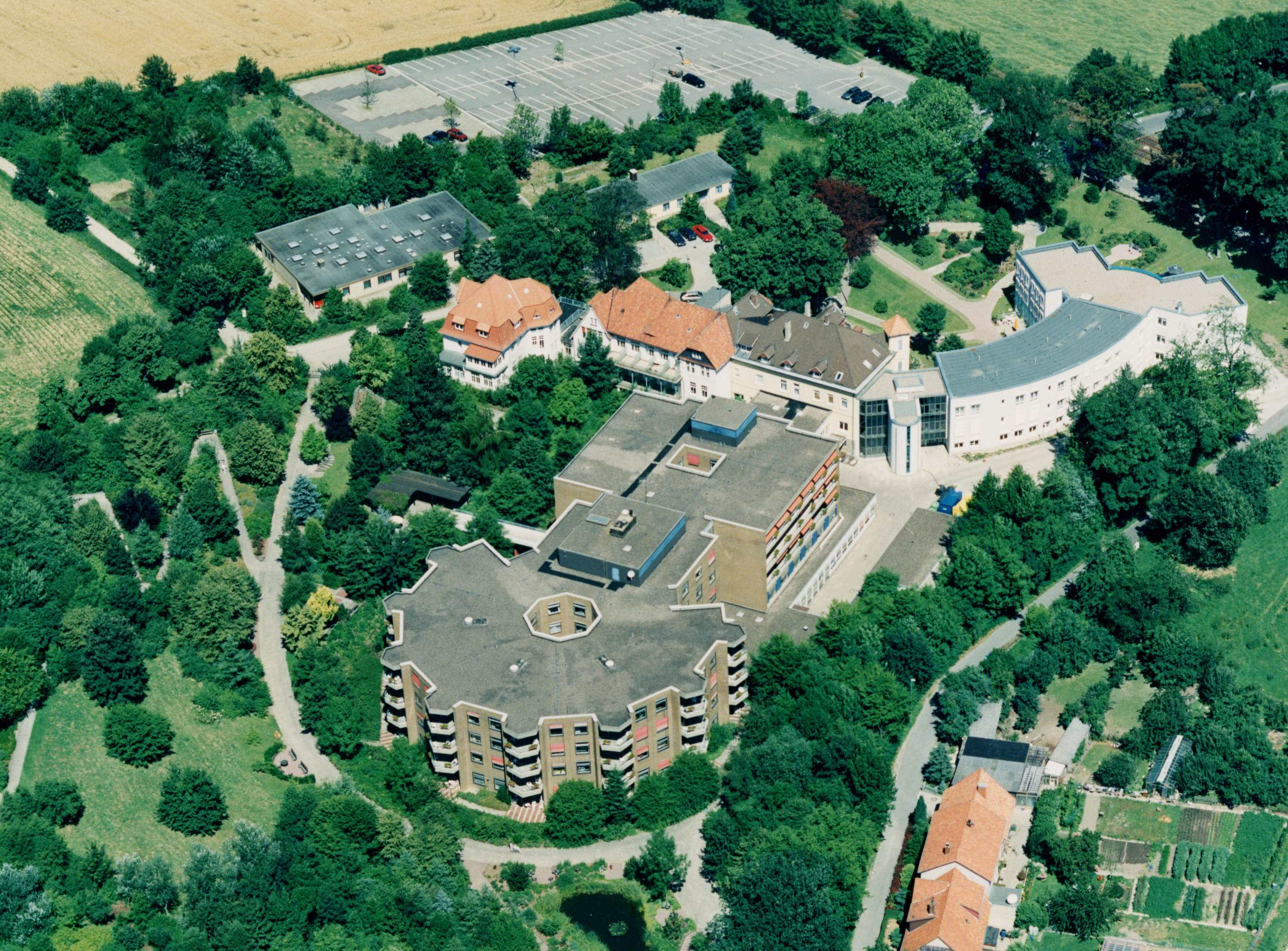
リンデンブルン専門病院

1957年に屋外プールが完成した。1958年には教会の大規模な改修が完了した。さらに1962年には国営農場が廃止され、売却と建物の解体が行われた。農場付属の建物の一つは州の森林管理局となった。1969年、サナトリウム・リンデンブルンを所有者が手放し、重度身体障害者介護協会に売却された。この施設は、1972年から73年、新たに病床数255のリンデンブルン専門病院として設立された。1976年に屋内プールがオープンした。城趾と旧区裁判所の建物を徹底的に改修し、1986年、城内に博物館が設立された。1993年最後の集落が中央上下水道で結ばれた。
2006年2月9日8時前、連邦道B1号線で重大な事故が発生した。鋼鉄製の支柱を積載したトラックが凍結した路面で対向車線にスリップし、路線バスを縦方向に切り裂いたのである。バスには主に学生達が乗車していた。この事故でコッペンブリュッゲの14歳と17歳の少女とザルツヘンメンドルフの18歳の少年が亡くなった。さらに12人が負傷し、そのうち2人は重傷であった。
- フォイアーハーケ・ブルンネン
- 屋外プール
- 旧森林管理局
- 城趾博物館

## 宗教
コッペンブリュッゲには4つの教会組織がある。このうち3つがプロテスタント＝ルター派、1つがカトリック教会である。
- ルター派のコッペンブリュッゲ教会区
- ルター派のイート＝ネッセルベルク教会区
- ルター派のアム・イート教会区
- カトリックの使徒の女王マリア教会。この教会はラウエンシュタインの聖ベネディクティ教会主任司祭区に属す。

## 行政

### 議会
コッペンブリュッゲの議会は 22議席からなる。

### 首長
このフレッケンの首長はハンス＝ウルリヒ・ペシュカ (CDU) である。

## 経済と社会資本

### 交通
この町は連邦道B1号線、B442号線およびヴェーザー鉄道沿いに位置する。

## 引用
1. ↑  Landesamt für Statistik Niedersachsen, LSN-Online Regionaldatenbank, Tabelle A100001G: Fortschreibung des Bevölkerungsstandes, Stand 31. Dezember 2023
2. ↑  コッペンブリュッゲに関する情報